# Курд (шхуна)
«Курд» — парусно-винтовая шхуна Каспийской флотилии Российской империи.

## Описание шхуны
Парусно-винтовая трёхмачтовая шхуна водоизмещением 409 тонн. Длина шхуны между перпендикулярами составляла 45,72 метра, ширина с обшивкой — 7,62 метра. На судне была установлена паровая машина мощностью 60 номинальных лошадиных сил. В 1860—1870 годах вооружение состояло из четырёх 6-фунтовых пушек и одного 10-фунтового «единорога», в военное время — из одной 30-фунтовой пушки № 1 и четырёх 24-фунтовых карронад.

## История службы
Шхуна «Курд» была заложена в 1858 году на Нижегородской машинной фабрике, в том же году судно было спущено на воду и вошло в состав Каспийской флотилии России. Строительство вёл кораблестроитель подполковник корпуса корабельных инженеров М. М. Окунев. В кампанию 1859 года из Астрахани в Нижний Новгород был командирован капитан-лейтенант И. П. Левицкий для приемки двух шхун «Бухарец» и «Курд», который и осуществил их проводку по внутренним путям в Астрахань.
В 1860 году находилась при Астрабадской станции.
В кампанию 1861 года совместно со шхунами «Бухарец» и «Хивинец» базируясь на Астрабадскую станцию выходила в плавания в Каспийское море и использовалась для охраны Эмбенских вод, при этом в кампанию этого года командир шхуны лейтенант Я. П. Сидоров был награждён персидским орденом Льва и Солнца III степени «за выручку из плена персиян».
В кампании 1862 и 1863 годов также находилась при Астрабадской станции и совершала плавание в Каспийском море.
В кампании с 1864 по 1866 год выходила в плавания в Каспийское море к берегам Персии, а в 1866 году также несла службу при Астрабадской морской станции.
Шхуна «Курд» была исключена из списков судов флотилии 7 (19) ноября 1870 года.

## Командиры шхуны
Командирами парусно-винтовой шхуны «Курд» в составе Российского императорского флота в разное время служили:
- капитан-лейтенант И. П. Левицкий (1859 год)[5];
- лейтенант, а с 1 (13) января 1863 года капитан-лейтенант Я. П. Сидоров (1860—1865 годы)[13];
- капитан-лейтенант А. А. Ратьков-Рожнов (1865 год)[14].